# 李周炯
李周炯（韓語：이주형，1973年3月5日—），韩国男子竞技体操运动员。他曾代表韩国获得2000年夏季奥运会体操比赛男子双杠银牌和单杠铜牌。他也参加了1990年、1994年和1998年三届亚洲运动会，共收获一枚金牌、三枚银牌和三枚铜牌。